# Green Backs and Red Skins
Green Backs and Red Skins è un cortometraggio muto del 1915 diretto da Romaine Fielding e prodotto dalla Lubin.

## Produzione
Il film fu prodotto dalla Lubin Manufacturing Company.

## Distribuzione
Distribuito dalla General Film Company, il film - un cortometraggio in una bobina - uscì nelle sale USA il 26 gennaio 1915.